# Ký âm bằng chữ số
Ký âm bằng chữ số (giản thể: 简谱; phồn thể: 簡譜; bính âm: jiǎnpǔ; nghĩa đen 'giản phổ', không nên nhầm lẫn với integer notation), là một hệ thống ký âm được sử dụng rất rộng rãi trong lĩnh vực âm nhạc tại các quốc gia ở châu Á. Lịch sử của nó liên quan tới ký âm Gongche từ thời nhà Đường.
Hệ thống này cũng được biết đến như Ziffersystem, nghĩa là "hệ thống chữ số" hay "hệ thống toán học" ở Nước Đức. Cần nói rằng một số hệ thống ký âm khác không liên quan cũng được gọi là ký số toán học.
Hệ thống này giống hoặc tương tự với các hệ thống được sử dụng trong một phạm vi nào đó ở một vài quốc gia châu Âu, và khá là phổ biến ở châu Á. Tài liệu đầu tiên xuất hiện ở Trung Quốc với tên gọi jianpu, sau đó có vài biến thể của nó.

## Mô tả ký âm bằng số

### Các nốt nhạc
Các chữ số từ 1 tới 7 thể hiện các nốt nhạc (chính xác hơn là cao độ). Chúng tương ứng với các Âm giai Trưởng tự nhiên. Ví dụ, trong âm giai C (Đô) trưởng, mối quan hệ của nó với các nốt và solfège được thể hiện qua:
```
Nốt: C D E F G A B
Solfège: do ré mi fa sol la si
Ký số: 1 2 3 4 5 6 7
```

ở G (Sol) trưởng:
```
Note: G A B C D E F♯ 
Solfège: do ré mi fa sol la si
Ký số: 1 2 3 4 5 6 7
```

Khi các ký âm được đọc to hay hát, chúng được gọi là "do, re, mi, fa, sol, la, si". ("Si" đã được thay thế trong tiếng Anh bằng "ti", nhằm tạo ra sự khác nhau giữa các cao độ ở phụ âm bắt đầu)

### Quãng tám
Chấm ở trên hoặc dưới một nốt tăng hoặc giảm âm của nó so với các quãng tám khác. Số lượng các chấm bằng với số quãng tám. Ví dụ, "6" với một dấu chấm bên dưới là một quãng tám thấp hơn "6". Cao độ các âm giai có thể được biểu diễn:
```
                              ·
Âm giai Trưởng: 1 2 3 4 5 6 7 1

Âm giai Thứ tự nhiên: 6 7 1 2 3 4 5 6
                      · ·
```

Trường hợp có nhiều hơn một dấu chấm ở trên hoặc dưới con số, dấu chấm được xếp chồng lên nhau theo chiều dọc.
Khi có trường độ nốt (xem phần sau) bên dưới các con số, các dấu chấm được đặt phía dưới dòng. Do đó các dấu chấm dưới con số này không luôn luôn theo chiều dọc thẳng hàng với nhau, vì một số trong số họ có thể được di chuyển hơi xuống dưới để không va chạm với các dòng thời nốt.

### Hợp âm
Chords can be transcribed by vertically stacking the notes, nốt thấp nhất ở phía dưới như với ký hiệu phương Tây. Mỗi nốt có dấu chấm quãng tám của riêng mình, nhưng chỉ nốt thấp nhất có chiều dài dòng (phần tiếp theo).
Hợp âm Arpeggiated ký hiệu bằng cách viết các biểu tượng arpeggiation phương Tây tiêu chuẩn bên trái của hợp âm.
Biểu tượng âm như Cm có thể được sử dụng nếu lồng tiếng chính xác là không quan trọng.